# Il prezzo del potere (film 1925)
Il prezzo del potere (The Price of Pleasure) è un film muto del 1925 diretto da Edward Sloman. Prodotto e distribuito dalla Universal Pictures, aveva come interpreti Virginia Valli, Norman Kerry, Louise Fazenda, Kate Lester, George Fawcett.

## Trama
Commessa in un grande magazzino di New York, Linnie Randall esprime un giorno ad alta voce il desiderio di poter vivere una settimana di perfetta felicità. Avendola sentita, Garry Schuyler, rampollo di una delle grandi famiglie cittadine, vuole esaudire per scherzo quel desiderio. I due passano insieme una settimana che, per entrambi, si rivelerà meravigliosa. Dopo sette giorni, i due giovani sono appassionatamente innamorati e si sposano senza porre tempo in mezzo. La cosa agita la famiglia di lui, che disapprova quelle nozze. E quando Linnie incontra la madre e la sorella di Garry, le sente dire che il matrimonio con una commesso ormai ha rovinato la vita del giovane. Sconvolta, Linnie fugge via di casa. Garry la insegue con l'auto ma, incidentalmente, la investe. Convinto che sia morta, ha uno choc nervoso che lo fa andare fuori di senno. La famiglia lo manda allora in Europa per curarlo. Intanto Linnie, che si è ripresa, ha trovato un lavoro come ballerina in un locale. Quando il marito torna guarito, non solo scopre che lei è viva, ma che ha avuto anche un bambino. La famiglia Schuyler, intanto, sta cercando di sbarazzarsi di Linnie usando tutta una serie di cavilli legali, ma l'intervento di Garry la salva dai suoi parenti e dalle attenzioni del suo partner di ballo.

## Produzione
Il film, prodotto dalla Universal Pictures, venne girato negli Universal Studios al 100 di Universal City Plaza.

## Distribuzione
Il copyright del film, richiesto dalla Universal Pictures Corp., fu registrato il 2 dicembre 1924 con il numero LP20833.
Distribuito dalla Universal Pictures, il film uscì nelle sale statunitensi il 15 marzo 1925.
Non si conoscono copie ancora esistenti della pellicola che viene considerata presumibilmente perduta.